# 南三陸町震災復興祈念公園
南三陸町震災復興祈念公園（みなみさんりくちょうしんさいふっこうきねんこうえん）は、宮城県南三陸町にある公園である。
東北地方太平洋沖地震（東日本大震災、以下「震災」と略記）によって犠牲となった人の追悼・鎮魂の場であるとともに、甚大な被害の記憶や教訓を継承し、震災からの復興を祈念するための震災復興公園として整備された。かつて市街地であった場所に造られ、令和では初めての津波記憶石第34号がある。園内には旧南三陸町防災対策庁舎が位置する。

## 沿革
- 2016年（平成28年）
  - 6月 - 事業認可
  - 12月 - 工事着工
- 2019年（令和元年）12月 - 一部開園（祈りの丘、復興祈念のテラスを含むエリア）
- 2020年（令和2年）
  - 3月 - 一部開園（みらいの森、語り継ぎの広場の一部を含むエリア）
  - 10月 - 全体開園

## 施設
祈りの丘
公園の中心にある小高い丘は「祈りの丘」と名付けられた築山。祈りの丘の頂上部分、志津川湾を望む位置には、震災で犠牲になった町内の犠牲者804名の名簿を納めた「名簿安置の碑」並びに、町の復興を祈念して設えられた「復興祈念のテラス」が設置されており、丘上からは震災遺構の高野会館が見える。
旧南三陸町防災対策庁舎
津波により多くの犠牲者を出し、鉄骨だけが残存した。周辺は「復興祈念のテラス」という名称の広場として整備され、献花台も設けられている。
中橋
隈研吾設計で、南三陸産の杉を使用している。南三陸さんさん商店街・南三陸311メモリアルと並ぶ、隈の設計による「南三陸町3部作」の一つ。

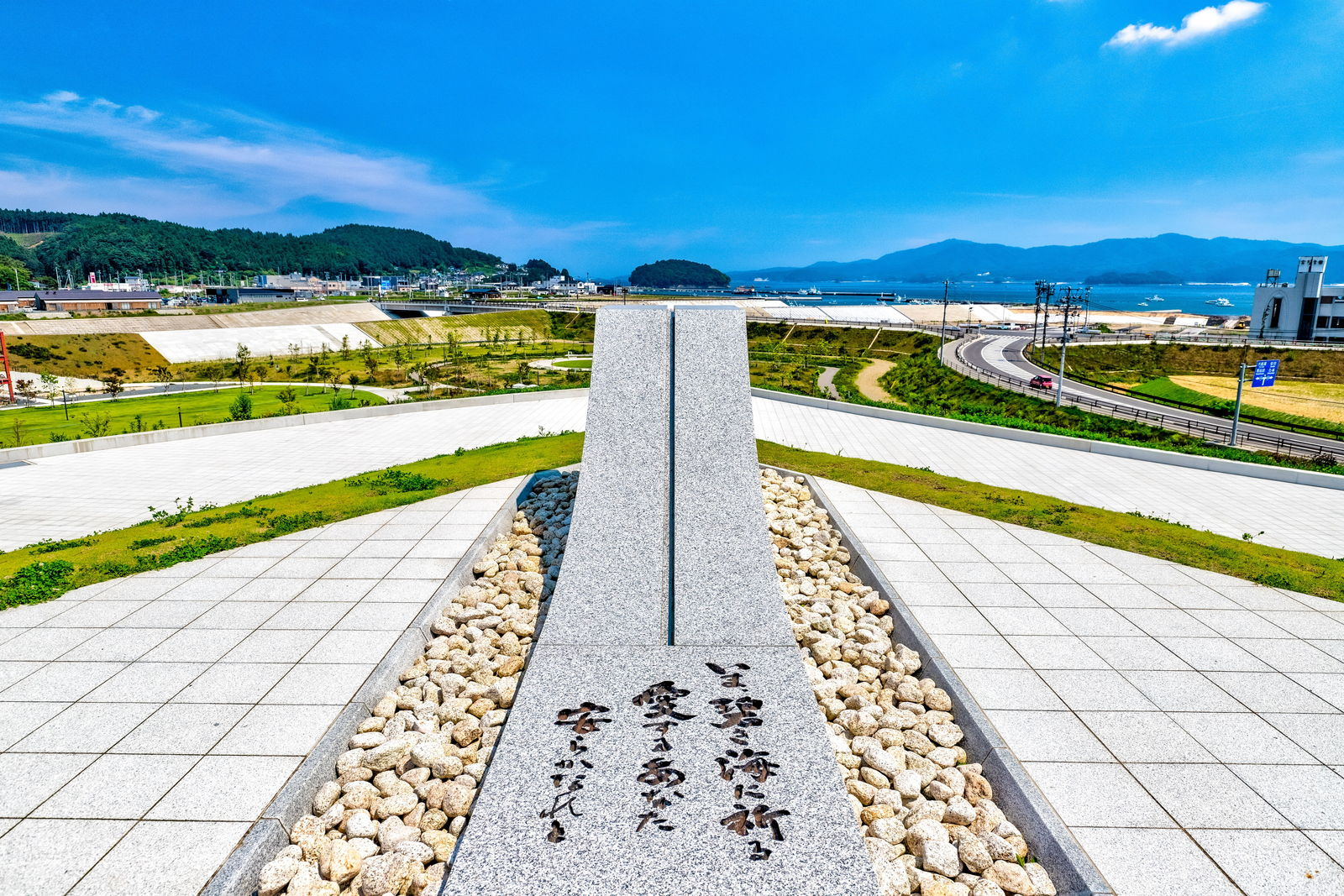
祈りの丘
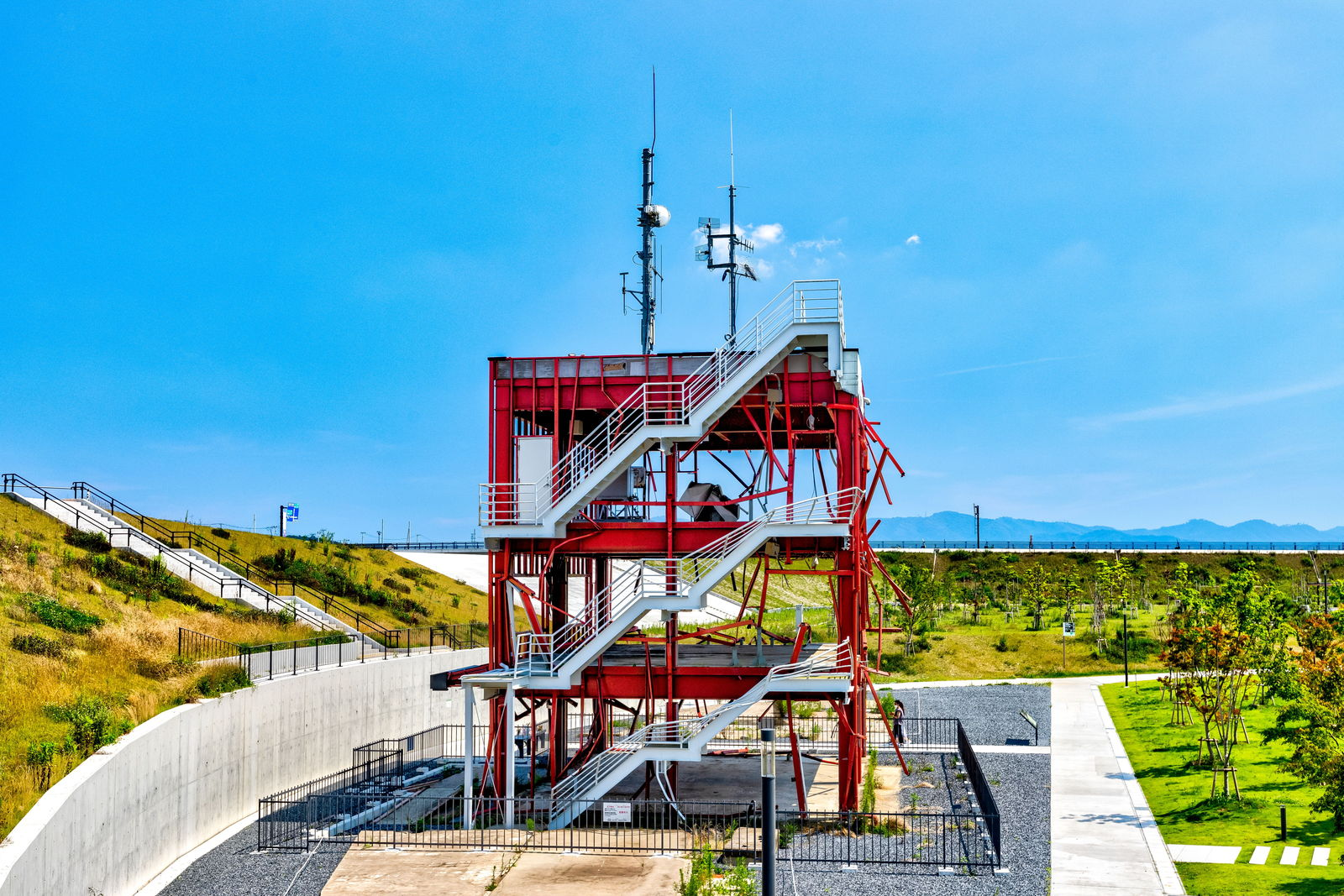
旧南三陸町防災対策庁舎
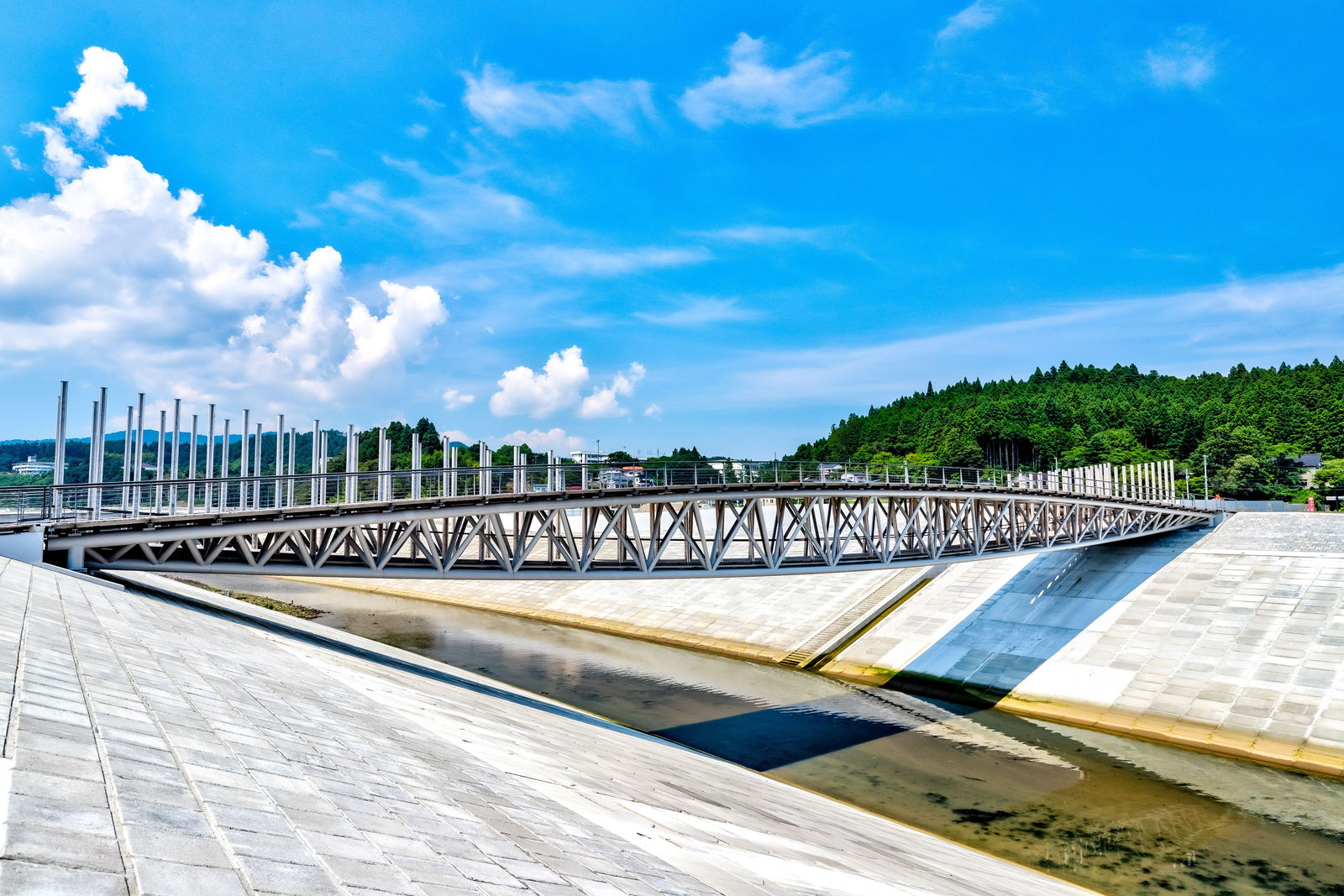
中橋
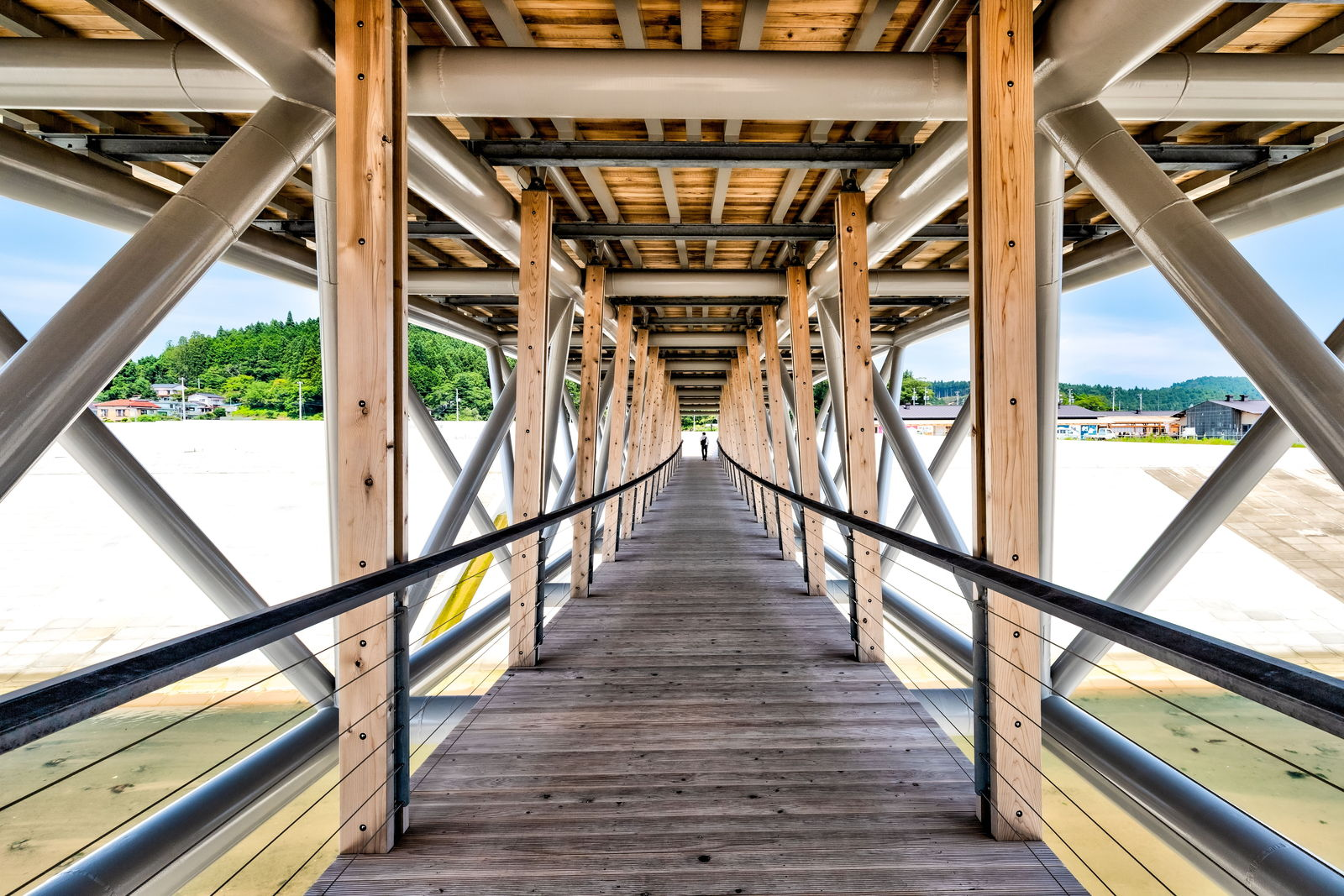
中橋

## 公園内の植生
「みらいの森」エリアに、町の木であるタブノキをはじめとする70本の植樹が2020年12月になされた。

## アクセス
- 公共交通機関
  - 気仙沼線BRT：志津川駅
  - 高速バス：道の駅さんさん南三陸停留所
- 高速道路：三陸沿岸道路 志津川インターチェンジ

## 周辺
中橋を渡った先に道の駅さんさん南三陸があり、その中に南三陸さんさん商店街、震災伝承施設である南三陸311メモリアル、BRT志津川駅がある。